# Journal of Peace Research
Pour les articles homonymes, voir JPR.
Journal of Peace Research (JPR) est un journal académique soumis à l'évaluation par les pairs qui publie des articles et des livres dans le domaine de la paix, de la résolution des conflits et de la sécurité internationale. Son champ d'application est similaire à celui du Journal of Conflict Resolution.
Fondé en 1964, il est publié deux fois par mois depuis 1998. Ses bureaux sont situés à l’International Peace Research Institute Oslo (PRIO).
Le rédacteur en chef actuel est Nils Petter Gleditsch.

## Source
- (en) Cet article est partiellement ou en totalité issu de l’article de Wikipédia en anglais intitulé « Journal of Peace Research » (voir la liste des auteurs).